# 호프 솔로
호프 어밀리아 솔로(영어: Hope Amelia Solo, 1981년 7월 30일 ~ )는 미국의 전직 여자 축구 선수로 포지션은 골키퍼이다.

## 클럽 경력
1996년부터 2000년까지 워싱턴주 리치랜드 고등학교(Richland High School) 소속 여자 축구단에서 뛰었다. 고등학교 시절에는 공격수로 뛰면서 통산 109득점을 기록했다. 고등학교 2학년 시절에는 워싱턴주 고등학교 여자 축구 선수권 대회에서 우승을 차지했고 2차례에 걸쳐 잡지 《퍼레이드》(Parade)가 주최한 미국 고등학교 선발 명단에 이름을 올렸다.
1999년부터 2002년까지 워싱턴 대학교 소속 여자 축구단인 캘리포니아 골든 베어스(Washington Huskies) 소속으로 뛰면서 골키퍼로 전향했다. 대학교 재학 시절에는 실점이 적었기 때문에 상위권에 이름을 올렸다. 또한 4년 연속으로 퍼시픽 텐 콘퍼런스에서 선정한 올스타 팀인 올-팩-10(All-Pac-10) 선발 명단에 이름을 올렸고 2000년부터 2002년까지 미국 축구 지도자 협회(NSCAA)가 선정한 전미 대학 선발 명단에 이름을 올렸다.
2003년 미국 여자 프로 축구 리그(WUSA, Women's United Soccer Association) 드래프트 선수로 지명되어 필라델피아 차지(Philadelphia Charge)에 입단했다. 2004년에 미국 여자 프로 축구 리그가 재정난으로 인해 해체되면서 클럽 또한 해체되었고 스웨덴의 여자 축구 클럽인 코파르베리스/예테보리 FC(Kopparbergs/Göteborg FC)로 이적하게 된다. 2005년에는 프랑스의 여자 축구 클럽인 올랭피크 리옹으로 이적했다.
2008년 9월 16일에는 미국 여자 축구 대표팀에서 뛰고 있던 로리 챌러프니(Lori Chalupny), 티나 엘러트슨(Tina Ellertson)과 함께 미국 여자 프로 축구(WPS, Women's Professional Soccer) 소속 클럽인 세인트루이스 애슬레티카(Saint Louis Athletica)에 동시에 입단했다. 2009년 시즌에서는 미국 여자 프로 축구 최우수 골키퍼로 선정되었다.
2010년에는 애틀랜타 비트(Atlanta Beat), 2011년에는 매직잭(magicJack), 2012년에는 시애틀 사운더스 우먼(Seattle Sounders Women)에서 뛰었다. 2013년부터 2016년까지 내셔널 우먼스 사커 리그 소속 클럽인 시애틀 레인(Seattle Reign)에서 뛰었다.

## 국가대표 경력
2000년 4월 미국 노스캐롤라이나주 데이비드슨(Davidson)에서 열린 아이슬란드와의 친선 경기에서 데뷔했으며 2005년에는 미국 여자 축구 국가대표팀 주전 골키퍼로 발탁되었다. 2002년 3월 7일부터 2008년 7월 16일까지 미국 여자 축구 대표팀 경기에 출전하면서 55경기 연속 무패 기록을 세웠다.
중국에서 개최된 2007년 FIFA 여자 월드컵에서는 스웨덴, 나이지리아와의 조별 예선 경기, 잉글랜드와의 8강전 경기에서 무실점 승리를 기록했지만 브라질과의 준결승전 경기, 노르웨이와의 3·4위전 경기에서는 결장했다.
2008년 베이징 하계 올림픽에서는 미국의 여자 축구 금메달에 공헌했다. 독일에서 개최된 2011년 FIFA 여자 월드컵에서는 조선민주주의인민공화국, 콜롬비아와의 조별 예선 경기에서 무실점을 기록했으며 브라질과의 8강전 경기에서는 브라질의 3번째 키커의 슛을 막아내면서 미국의 준결승전 진출에 공헌했다. 미국은 일본과의 결승전 경기에서 승부차기 끝에 패배하고 만다.
2012년 런던 하계 올림픽에서는 콜롬비아와의 조별 예선 경기, 조선민주주의인민공화국과의 조별 예선 경기, 뉴질랜드와의 8강전 경기에서 무실점을 기록했다. 미국은 이 대회에서 금메달을 획득했다. 캐나다에서 개최된 2015년 FIFA 여자 월드컵에서는 미국의 통산 3번째 FIFA 여자 월드컵 우승에 공헌했다.
2016년 7월 9일에 열린 남아프리카 공화국와의 친선 경기에서 남자, 여자 축구 선수로는 최초로 A매치 100경기 무실점 기록을 수립했다. 2016년 리우데자네이루 하계 올림픽에도 참가했지만 미국은 스웨덴과의 8강전 경기에서 승부차기 끝에 패배하고 만다.

## 사생활
호프 솔로는 2011년 ABC에서 방송된 텔레비전 댄스 경연 대회 프로그램인 《댄싱 위드 더 스타》의 13번째 시즌에서 우크라이나 태생의 무용가인 막심 치메르코우스키(Maksim Chmerkovskiy)와 함께 출연하여 준결승전까지 진출했다. 2012년 8월 14일에는 자서전인 《솔로: 희망의 회고록》(Solo: A Memoir of Hope)을 출간했다.

## 기타
대한민국과 독일의 2018년 FIFA 월드컵 F조 최종전을 지켜본 후 개인 SNS에서 대한민국과 조현우의 감명 깊은 경기에 큰 존경을 보내며 오늘 눈물을 흘렸다'라면서 '내가 왜 축구를 사랑하는지를 떠올리게 해줘 고맙다'라고 말했다.

## 수상

### 고등학교
- 잡지 《퍼레이드》 선정 미국 고등학교 선발 명단 2회 선정 (1997, 1998)
- 워싱턴주 고등학교 여자 축구 선수권 대회 1회 우승 (1998)

### 대학교
- 미국 축구 지도자 협회(NSCAA) 선정 전미 대학 선발 명단 3회 선정 (2000, 2001, 2002)
- 올-팩-10(All-Pac-10) 선발 명단 4회 선정 (1999, 2000, 2001, 2002)

### 클럽
- 미국 여자 프로 축구 최우수 골키퍼 1회 선정 (2009)

### 국가대표
- 2008년 베이징 하계 올림픽 여자 축구 금메달
- 2011년 FIFA 여자 월드컵 준우승
- 2012년 런던 하계 올림픽 여자 축구 금메달
- 2015년 FIFA 여자 월드컵 우승

### 개인
- 2009년 미국 올해의 여자 축구 선수 선정
- 2011년 FIFA 여자 월드컵 골든 글러브 선정
- 2015년 FIFA 여자 월드컵 골든 글러브 선정

## 같이 보기
- 올림픽 축구 메달리스트 목록